# Emilia Soini
Pour les articles homonymes, voir Soini (homonymie).
Emilia Soini, née le 16 octobre 1995 à Espoo, est une joueuse professionnelle de squash représentant la Finlande. Elle atteint en mai 2022 la 41e place mondiale sur le circuit international, son meilleur classement. Elle est championne de Finlande à neuf reprises entre 2012 et 2024.

## Biographie
Pendant cinq ans, elle s’entraîne comme athlète aux États-Unis. Elle est ensuite entraîneur au Brooklyn’s Eastern Athletic Club en même temps que joueuse professionnelle.

## Palmarès

### Titres
- Championnats de Finlande : 9 titres (2012, 2016, 2017, 2019-2024[5])